# Clásicos de fútbol de Suecia
En la Allsvenskan, la primera división del fútbol sueco, y en las divisiones inferiores de la liga sueca existen muchos partidos de gran rivalidad entre aficiones, conocidos popularmente como derbis. La mayoría de los derbis de la liga surgen debido a una próxima ubicación geográfica, como la mayoría de las ligas del mundo. Al igual que las grandes rivalidades del mundo del fútbol, los derbis en Suecia también surgen entre dos ciudades de diferentes partes del país, principalmente de los grandes equipos procedentes de Estocolmo, Malmö o Gotemburgo, las ciudades más importantes de Suecia.

## Grandes derbis de ciudades

### Estocolmo
- AIK vs Djurgårdens

Considerada generalmente como la rivalidad más fuerte entre equipos de la ciudad en Suecia, el encuentro entre el AIK y el Djurgårdens es un verdadero derbi local. Ambos son históricamente los clubes más grandes y de mayor éxito de Estocolmo con un total de once campeonatos suecos cada uno. La rivalidad ha existido desde 1891, año en el que ambos clubes fueron fundados, separados por solo tres semanas. De esta manera se conoce como Tvillingderbyt (el «Derbi de los gemelos») unos partidos que suelen considerarse entre los derbis europeos más encarnizados. Desde 1891 se han jugado 220 partidos y la igualdad ha sido la nota predominante, con 80 partidos ganados cada uno.
Los dos equipos son los más seguidos y populares de la ciudad, aunque hay una cierta división geográfica. Los seguidores del AIK proceden del noroeste de la capital, mientras que la base del Djurgårdens está en la parte oriental de Estocolmo. Esta rivalidad se encuentra también en el hockey sobre hielo, que agrava aún más la tensión entre los dos grupos de aficionados y da forma a la rivalidad, única en el deporte sueco.
- AIK vs Hammarby

La rivalidad entre el AIK y el Hammarby se considera menos importante que las rivalidades AIK-Djurgårdens y Djurgårdens-Hammarby, pero los encuentros entre ellos siguen siendo partidos importantes. El AIK tiene su sede en el norte de Estocolmo y el Hammarby se encuentra en el sur de la ciudad.
- Djurgårdens vs Hammarby

Es otro de los derbis importante en Estocolmo. El estadio del Djurgårdens se encuentra en el acomodado barrio de Östermalm, mientras que el Hammarby es de Södermalm. En 2013, los dos equipos se trasladaron al nuevo Tele2 Arena ubicado en Johanneshov, justo al sur de Södermalm, lo que ha aumentado significativamente las tensiones entre los hinchas del Djurgårdens y Hammarby.

### Gotemburgo
- IFK Göteborg vs Örgryte IS

El partido entre el IFK Göteborg y Örgryte IS es considerado tradicionalmente como el derbi y rivalidad principal de Gotemburgo, ya que son los equipos de mayor éxito y popularidad de la ciudad. La rivalidad ha disminuido en los últimos años debido a la disminución de los éxitos del Örgryte IS.
- IFK Göteborg vs GAIS

El IFK Göteborg y el GAIS protagonizan otro derbi de la ciudad de Gotemburgo, con un 50% y 12% del apoyo de la población local, respectivamente, la cual suele ser de tendencia obrera. La mayor afluencia de público a un "Göteborgsklassikern" (el «Clásico de Gotemburgo») fue de 50 690 en el Nya Ullevi.
- GAIS vs Örgryte IS

Los partidos entre el segundo equipo más popular de Gotemburgo, el GAIS (apoyado por el 12% de los hinchas de la ciudad), y el tercero, el Örgryte IS (apoyado por el 11%) suelen atraer una afluencia de público menor. Pese a ello, existe cierta rivalidad sociocultural, ya que el GAIS es considerado un club representativo de la clase obrera de Gotemburgo y el Örgryte atrae a las clases más acomodadas.
- BK Häcken

El BK Häcken es el club más modesto de la región de Gotemburgo, situado en la isla de Hisingen. La rivalidad de los principales equipos de la ciudad con respecto a este equipo ha sido ligera, pero ha aumentado debido a los buenos resultados del BK Häcken. En 2012 acabaron como subcampeones de la Allsvenskan.

### Malmö
- IFK Malmö vs Malmö FF

Los derbis entre el IFK Malmö y el Malmö FF fueron notables a comienzos del siglo XX, pero desde los años 1960 el IFK está en caída libre en las categorías inferiores y sólo pueden encontrarse en eliminatorias de copa.

### Södertälje
- Assyriska Föreningen vs Syrianska FC

Con sede en la ciudad de Södertälje, ambos clubes comparten el Södertälje Fotbollsarena de 6 700 espectadores. Son dos de los 'clubes inmigrantes' más exitosos de Suecia. El Assyriska Föreningen fue fundado en 1971 y el Syrianska en 1977 por refugiados sirios. Aunque ambos fueron fundados por sirios, los aficionados del Syrianska se identifican como asirios/arameos de ese grupo étnico.
La rivalidad es meramente deportiva y tanto las aficiones como los clubes se apoyan mutuamente, incluso en el apartado financiero.

### Norrköping
- IFK Norrköping vs IK Sleipner

El Sleipner era a comienzos de siglo XX un equipo de clase obrera en Norrköping y ambos compitieron en la Allsvenskan hasta la década de 1940. Desde entonces, el Sleipner ha perdido mucha notoriedad y juega en las divisiones más bajas del fútbol sueco, por lo que la rivalidad está casi olvidada, excepto entre las generaciones más veteranas.

### Halmstad
- Halmstads BK vs. IS Halmia

El derbi de Halmstad es el que enfrenta al Halmstads BK y al IS Halmia, que comparten el estadio Örjans Vall. La mayoría de partidos entre ambos se han disputado en categorías inferiores a la Allsvenskan. El Halmia fue el equipo dominador hasta los años 1930, cuando los encuentros se volvieron más igualados. El último derbi, hasta la fecha, se jugó en 1979 cuando el Halmia descendió de la Allsvenskan y desde entonces no ha podido regresar a la elite. Actualmente el derbi ya sólo se juega en partidos amistosos o en torneos juveniles.

## Rivalidades regionales

### Provincia de Escania
- Helsingborgs IF vs Malmö FF

Conocido popularmente como Skånederby, el derbi lo disputan dos de los equipos más exitosos e importantes del sur del país, en la provincia de Escania, el Helsingborgs IF y Malmö FF.
- Helsingborgs IF vs Landskrona BoIS

Conocido popularmente como Nordvästra Skånederbyt, el derbi lo disputan los dos equipos más importantes del noroeste de Escania, el Helsingborgs IF y Landskrona BoIS.
- Malmö FF vs Trelleborgs FF

Conocido popularmente como Sydvästra Skånederbyt, es una rivalidad menor protagonizada por dos de los equipos más populares del suroeste de Escania, el Malmö FF y Trelleborgs FF.

### Provincia de Västra Götaland
- IF Elfsborg vs IFK Göteborg

El partido entre el IF Elfsborg e IFK Göteborg es conocido como Västderby («derbi del oeste») o "El Västico".
El Elfsborg se encuentra en Borås, a 45 minutos al este de Gotemburgo.

### Provincia de Halland
- Halmstad BK vs Falkenbergs FF

La rivalidad entre el Halmstad BK y Falkenbergs FF es reducida al ámbito local de Halland.

### Provincia de Småland
- Kalmar FF vs Östers IF

Los dos equipos más seguidos de Småland son los protagonistas del Smålandsderby. El Östers IF de la localidad de Växjö tiene cuatro títulos de Allsvenskan y el Kalmar FF cuenta con un título.

### Norrland
- GIF Sundsvall vs Umeå FC

El partido entre el GIF Sundsvall y el Umeå FC es el derbi más importante de la región de Norrland, en el norte de Suecia, con una distancia entre las dos ciudades de 264 km. El Sundsvall también mantiene una rivalidad menor con el Gefle IF.

### Örebro Län
- Örebro SK vs Degerfors IF

El partido y la rivalidad entre el Örebro SK y el Degerfors IF se conoce popularmente como Länsderby («derbi provincial»). Aunque el Degerfors históricamente pertenece a la provincia de Värmland y Örebro SK a Närke, la rivalidad es notable.

### Östergötland
- IFK Norrköping vs Åtvidabergs FF

El partido y la rivalidad entre el IFK Norrköping y Åtvidabergs FF son conocidos como Östgötaderbyt, los dos equipos más exitosos y seguidos de la provincia. El partido adquiere prestigio por la proximidad de Åtvidabergs a Linköping, y la rivalidad regional de éstos con Norrköping.

## Rivalidades deportivas
- IFK Göteborg vs Malmö FF

El partido entre el IFK Göteborg y el Malmö FF es de una gran rivalidad deportiva, ya que ambos son los equipos más exitosos del fútbol sueco a nivel nacional e internacional. La rivalidad adquirió su punto álgido en la década de 1980 cuando los dos clubes dominaron sin oposición la Allsvenskan.
- AIK vs IFK Göteborg

La rivalidad entre el AIK y el IFK Göteborg corresponde a la del club más popular y exitoso de Estocolmo frente al de Gotemburgo, por lo que es una rivalidad futbolística y entre las dos ciudades más importantes del país. La celebración de estos partidos se realizan con fuertes medidas de seguridad y es una de las rivalidades más feroces de Suecia.